# Diversifikation (Wirtschaft)
Diversifikation (oder Diversifizierung) ist in der Betriebswirtschaftslehre eine Strategie von Unternehmen, durch Erweiterung oder Modifizierung der Produkte/Dienstleistungen oder der Geschäftsbereiche oder durch Risikostreuung die Gewinnchancen zu verbessern und/oder Verlustrisiken zu vermindern. Gegensatz ist die Spezialisierung bis hin zur Monostruktur.

## Allgemeines
Diversifikationsstrategien können auch von anderen Wirtschaftssubjekten wie Privathaushalten oder dem Staat befolgt werden. Sie betreffen dann aber nicht Produkte oder Dienstleistungen, sondern deren typische Risikosituation (Kapitalanlage bei Privathaushalten) oder bei Staaten die durch Wirtschaftspolitik herbeigeführte diversifizierte polystrukturelle Wirtschaftsstruktur, die auch vermeiden kann, dass einseitige Import- oder Exportbeziehungen (Import- oder Exportabhängigkeit von einem anderen Staat) entstehen. So ist in Deutschland die Importabhängigkeit von Primärenergieträgern wie Erdöl und Erdgas eine Frage der Diversifizierung. Meist wird jedoch die Diversifikation bei Unternehmen untersucht, wobei sich die Analysen hauptsächlich auf die Produkte/Dienstleistungen und deren Vertrieb konzentrieren. Diese „echte Diversifizierung“ ist die „bewusst verfolgte Politik einer gezielten Ausweitung des Leistungsprogramms einer Unternehmung“.

## Arten
Es lassen sich folgende Arten der Diversifikation unterscheiden:
- Bei der  horizontalen Diversifikation wird das Produktionsprogramm um Produkte erweitert, die in einem Zusammenhang mit den bisherigen Produkten stehen, so dass gleiche Produktionsverfahren, Rohstoffe, Technologien oder Vertriebswege genutzt werden können.
- Die  vertikale Diversifikation betrifft vorgelagerte (Vorleistungsgüter) oder nachgelagerte Produkte nachfolgender Verarbeitungsstufen, es handelt sich um neue Produkte für neue Märkte. Sie orientiert sich an der Wertschöpfungskette und erweitert die Fertigungstiefe.
- Laterale oder diagonale Diversifikation ist die risikoreichste Form und stellt neue Produkte für neue Märkte her, ohne dass auf vor- oder nachgelagerte Stufen zurückgegriffen wird.

In der amerikanischen Fachliteratur wird unterschieden nach:
- Konzentrische Diversifizierung, bei der neue Produkte zwar technologisch nicht mit bisherigen verwandt sind, aber vorhandenen Kundengruppen dienen;
- konglomerative Diversifikation betrifft neue Produkte, die auf neuen Märkten angeboten werden und
- horizontale Diversifizierung sind neue Produkte, die sich an vorhandene Kundengruppen wenden.

Diese Unterscheidung deckt sich nicht vollständig mit den Arten der deutschen Fachliteratur.

## Diversifikation bei den betrieblichen Funktionen
Die Diversifikation bei Unternehmen versucht innerhalb der Risikopolitik, Polystrukturen aufzubauen, die in den betrieblichen Funktionen der Beschaffung, Produktion, Finanzierung und Vertrieb eingesetzt werden können.
In der Beschaffung können Abhängigkeiten von einem einzigen Lieferanten oder Zulieferer durch Diversifikation abgebaut werden, wodurch das Risiko fehlender Redundanzen idiosynkratischer Geschäftsbeziehungen vermindert oder beseitigt wird. Mit Rückwärtsintegration wird diversifiziert, wenn beispielsweise ein Automobilhersteller einen Zulieferer von Einzelteilen durch Unternehmenskauf erwirbt; dies ist eine Diversifikation durch Rückwärtsintegration. Die Umstellung der Produktion von einem Einproduktunternehmen zum Mehrproduktunternehmen verringert das Produktionsrisiko im Produktionsprozess. Hierbei können Verbundeffekte mit Kostensenkungen auftreten, „wenn die Kosten der gemeinsamen Produktion zweier Produkte geringer sind als die einer getrennten Produktion“. Eine Erhöhung der Gesamtproduktion durch ein zweites Produkt führt zu sinkenden Stückkosten, etwa durch Vermeidung zusätzlicher Rüstkosten oder Verwendung gemeinsamer Bauteile. Die Diversifikation ist der riskanteste Bestandteil der Produkt-Markt-Matrix nach Harry Igor Ansoff. Ein mögliches Maß zur Messung der Diversifikation ist der Berry-Index. Die Finanzierung wird diversifiziert durch die Aufteilung des Kapitalbedarfs oder Kapitalüberschusses auf mehrere unterschiedliche Gläubiger (Kreditgeber) bzw. Schuldner (Kreditnehmer). Dieser Diversifikationseffekt lässt sich erreichen etwa durch Kapitalerhöhung, um die Abhängigkeiten von einzelnen Gläubigern in der Fremdfinanzierung zu vermindern oder beim Fremdkapital durch Umschuldung auf viele Kreditgeber. Im Vertrieb kann durch Kundenakquise die Abhängigkeit von Großabnehmern gemildert werden oder die Verteilung der Produkte/Dienstleistungen auf verschiedene Märkte wie regionale oder nationale Streuung und Export. Selbst beim Export ist eine Diversifikation möglich, um Abhängigkeiten zu einzelnen Importeuren oder einzelnen Staaten (Länderrisiko) zu vermeiden. Durch Vorwärtsintegration wird im Vertrieb diversifiziert, wenn etwa ein Produzent eine eigene Absatzkette aufbaut und sich dadurch von nachgelagerten Handelsstufen befreit.

## Energiediversifikation
Die Energiesicherheit eines Staates hängt auch von seiner Energiediversifikation ab, also dem Anteil einzelner Energieträger an der gesamten Energieerzeugung. Deutschlands eigene Energiereserven sind gering. Deshalb ist das Land in besonders hohem Ausmaß auf Importe angewiesen. Ein guter Energiemix muss nicht nur für die Verwendung verschiedener Primärenergiearten, sondern auch beim Import gegeben sein. Die deutsche Importabhängigkeit betrug 2017 etwa 70 %, wobei fossile Energieträger sogar bei 98 % (Erdöl) und 93 % (Erdgas) lagen, während erneuerbare Energien und Braunkohle zu je 100 % aus dem Inland stammten. Nur bei den letzteren besteht Autarkie mit hohem Selbstversorgungsgrad. Die Abhängigkeit von Energielieferanten ist besonders hoch bei Erdgas und Erdöl. Die Rohöleinfuhren stammten 2017 zu 49 % aus Osteuropa/Asien, zu 23 % aus West- und Mitteleuropa (überwiegend Nordsee), zu 19 % aus Afrika, zu 7 % aus dem Nahen Osten und zu 2 % aus Amerika. Hier ist die Energiepolitik gefordert, den Energiemix durch weitere Diversifizierung zu verbessern, um Energiesicherheit zu gewährleisten.

## Diversifikation im Finanzwesen
Kreditinstitute können im Vertrieb beispielsweise durch Finanzinnovationen diversifizieren. Eine Risikodiversifizierung des Kreditrisikos kann im Kreditgeschäft erreicht werden, indem Klumpenrisiken durch Granularität des Kreditportfolios beseitigt werden. Weitere Diversifizierung gibt es durch Risikoüberwälzung im Kredithandel, Sicherung durch Credit Default Swaps oder der Verbriefung. Universalbanken sind diversifizierter als Spezialbanken, weil sie viele Bankgeschäftsarten mehreren Zielgruppen anbieten. Investmentgesellschaften und Kapitalanlagegesellschaften dürfen Mittel nur nach dem Grundsatz der Risikomischung anlegen (vgl. § 214 KAGB, § 243 KAGB), was auf alle Anleger übertragen werden kann. Bei Versicherern bezieht sich die Diversifikation nicht nur auf neue Versicherungsarten, sondern auch auf die Erschließung neuer Vertriebswege (etwa Versicherungsmakler, Versicherungsvermittler, Allfinanz mit Kreditinstituten oder Direktvertrieb). Auch Versicherungen müssen gemäß § 124 Abs. 1 Nr. 7 und 8 VAG ihre Anlagen in angemessener Weise so mischen und streuen, dass eine übermäßige Abhängigkeit von einem bestimmten Vermögenswert oder Emittenten oder von einer bestimmten Unternehmensgruppe oder einem geographischen Raum und eine übermäßige Risikokonzentration im Portfolio als Ganzem vermieden werden und Vermögensanlagen bei demselben Emittenten oder bei Emittenten, die derselben Unternehmensgruppe angehören, nicht zu einer übermäßigen Risikokonzentration führen dürfen.

### Diversifikation bei Geld- und Kapitalmarktanlagen
Der Anleger kann bei der Kapitalanlage in Finanzprodukten diversifizieren, wenn er sein Vermögen nicht in ein einziges Finanzprodukt investiert, sondern auf unterschiedliche Anlageformen (z. B. Wertpapiergattungen wie Aktien, Anleihen, Investmentfonds usw.) sowie auf verschiedene Finanzdienstleister oder Emittenten – möglicherweise mit Sitz in verschiedenen Ländern – verteilt.
Hintergrund dieser verbreiteten Anlagestrategie ist die Risikodiversifikation, d. h. die Vermeidung eines möglichen Totalverlustes durch gleichzeitiges Investieren von Teilbeträgen in alternative, unterschiedlich riskante Anlageformen, so dass das Gesamtvermögen in diverse Finanzprodukte gestreut wird. Der gewünschte Effekt der Risikominderung wird dadurch bewirkt, dass zwei oder mehr Wertpapiere, die untereinander eine niedrige Korrelation aufweisen, miteinander in einem Portfolio kombiniert werden. Die so gewonnene Vermögensstruktur weist insgesamt ein geringeres Risiko auf als die jeweiligen Einzelpapiere. Voraussetzung für diesen Effekt ist, dass die zugrundeliegenden Wertpapiere nicht 100 % positiv korreliert sind; sie besitzen zueinander einen Korrelationskoeffizienten, welcher kleiner als 1 ist.
Beispiel
Ein bestimmter Anlagebetrag wird nicht ausschließlich in Aktien eines Herstellers von Sonnenschirmen investiert, sondern anteilig auch in Aktien eines Produzenten von Regenschirmen – wie das Wetter auch wird, es wird nicht alles auf eine einzige Karte gesetzt. Jeder Emittent für sich alleine mag eine gute Rendite generieren und individuelle Risiken aufweisen, doch gemeinsam in einem Portfolio wird die Rendite bei deutlich geringerem Risiko erzeugt. Auf diese Weise gehen Investmentfonds und sogar Hedgefonds vor.

### Die Risikodiversifikation in Abhängigkeit vom Korrelationskoeffizienten
Rendite und Risiko stehen statistisch in der Portfoliotheorie in wechselseitiger Abhängigkeit zueinander (Risiko-Ertrags-Verhältnis). Vereinfachend kann es als Aktien/Renten-Verhältnis in einem Wertpapierdepot bezeichnet werden. Als Risiko gilt die Varianz bzw. die Standardabweichung der Wertpapiere bzw. des Portfolios. Ein varianzminimales Portfolio lässt sich in Abhängigkeit vom Korrelationskoeffizienten herleiten. Wenn alle Wertpapiere im Portfolio zu 100 Prozent korreliert sind, gewichtet man das Wertpapier mit dem kleineren Risiko stärker.

### Risiko der Anlagen
Ein gebräuchliches Maß für das Kursrisiko eines börsennotierten Wertpapiers ist seine Volatilität, ausgedrückt als Standardabweichung – dies ist das sogenannte zweite Moment der Wahrscheinlichkeitsverteilung. Es kommen auch Momente höherer Ordnung als Risikomaße in Frage. Die Schiefe (drittes Moment) misst die Abweichung vom Erwartungswert der Normalverteilung. Man unterscheidet zwischen Rechts- und Linksschiefe. Darüber hinaus existiert die Kurtosis (viertes Moment). Sie misst die Werte am jeweiligen Ende der Normalverteilungskurve. Mit dem Auftreten von Hedgefonds gewinnen Risikomaße höherer Momente an Bedeutung, da deren Renditeverteilungen meist mit traditionellen Risikomaßen unzureichend erfasst sind.
Auf der Volatilität als gebräuchlichem Risikomaß basiert das sogenannte englisch Short-fall-Risiko, welches die Gewinn- bzw. Verlustwahrscheinlichkeit angibt. In ausgeprägten Haussephasen oder bei Marktanomalien werden diese Größen oft verfehlt, d. h., es gibt keinen Gewinn. Es können sogar erhebliche Verluste entstehen, da dieses Risikomaß zu kurz greift.
Aufgabe eines Anlageberaters ist es, dem Anleger gemäß seiner objektiven oder subjektiven Risikoeinstellung (siehe Risikoklasse) die richtige Mischung verschiedener Assetklassen anzubieten (siehe Anlageklasse) und damit langfristig eine adäquate Wertentwicklung des investierten Kapitals zu erzielen.

## Produkte – Technologien – Märkte
Edith Penrose nannte 1959 drei Dimensionen, die bei einer Diversifikation verschiedenartig sein können, und zwar das Produkt, die Technologie und der Markt und variierte sie, so dass folgende Kombinationen möglich sind.
- Mehr Produktarten auf Grundlage gleicher Technologie in vorhandenen Märkten,
- neue Produkte auf Grundlage gleicher Technologie auf neuen Märkten,
- neue Produkte auf Grundlage unterschiedlicher Technologien in vorhandenen Märkten oder
- neue Produkte auf Grundlage unterschiedlicher Technologien in neuen Märkten.

Diese Kombinationen stellen eine zunehmende Chancenverbesserung für das diversifizierende Unternehmen dar, beinhalten aber gleichzeitig auch ein steigendes Diversifizierungsrisiko, weil beispielsweise das Unternehmen Ungewissheit darüber hat, ob neue Produkte auf Grundlage unterschiedlicher Technologien in neuen Märkten überhaupt auf entsprechende Nachfrage (Marktpotenzial) treffen.

## Wirtschaftliche Aspekte
Für Harry Igor Ansoff handelte es sich zunächst nur dann um eine Diversifikation, wenn ein Unternehmen neue Produkte auf neuen Märkten absetzt. Er relativierte dann 1965 seinen Diversifikations-Begriff, als er unter anderem die Produktentwicklung zur Diversifikation hinzurechnete. Seine Wettbewerbsstrategie fasste er in folgender Produkt-Markt-Matrix zusammen:
|                   | Bestehende Produkte | Neue Produkte      |
| Bestehende Märkte | Marktdurchdringung  | Produktentwicklung |
| Neue Märkte       | Marktentwicklung    | Diversifikation    |

Eine Diversifizierung ist erst gelungen, wenn ihre Grenzkosten mindestens durch die Grenzerlöse gedeckt werden. Die Grenzkosten nach der Diversifizierung beinhalten insbesondere Mehrkosten bei Personalkosten, höhere Herstellungskosten durch Investitionen in neue Technologien und höhere Forschungs- und Entwicklungskosten sowie höhere Werbungskosten, die bei der Vermarktung wieder hereingeholt werden müssen. Mit zunehmender Diversifizierung steigt die Wahrscheinlichkeit, dass ein Unternehmen sein Kerngeschäft verlässt. Zudem ist zu berücksichtigen, dass die Diversifizierung auf Markteintrittsbarrieren treffen kann.
Diversifizierungen vermindern die Anfälligkeit von Unternehmen auf konjunkturelle Änderungen (etwa eine Rezession) oder Strukturwandel beispielsweise durch Angebots- oder Bedarfsverschiebungen, weil sie mit mehreren Produkten verschiedene Käuferschichten ansprechen und/oder unterschiedliche Märkte bedienen, die nicht unbedingt von Rezessionen oder Bedarfsverschiebungen gleichzeitig betroffen sein müssen. Zudem verringern sie einseitige Abhängigkeiten von Lieferanten, Gläubigern, Schuldnern, Importeuren oder Kunden.
Staaten können vorhandene Monokulturen diversifizieren, indem sie ihre Agrarproduktion auf mehrere Agrarprodukte auf dem Agrarmarkt ausdehnen, so dass sich dadurch auch der Export verbreitern kann.
Zudem führt eine Diversifikation der Anbausysteme insgesamt zu einer Förderung der Ökosystemdienstleistungen.